# Boris Stefanow

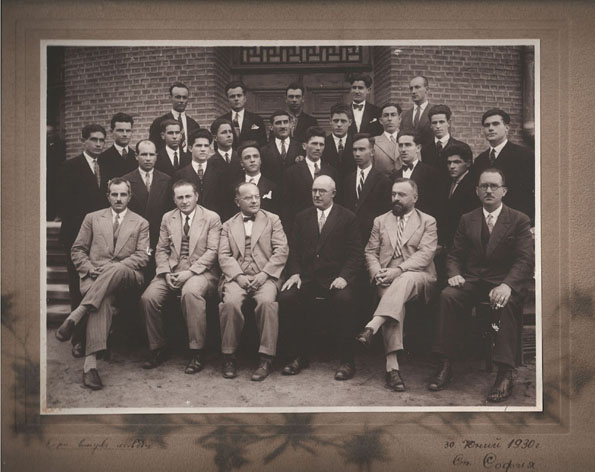
Boris Stefanow, erste Reihe, Zweiter von links, 1930

Boris Stefanow, auch Stefanoff, eigentlich Boris Stefanow Popow, (bulgarisch Борис Стефанов; * 8. Juni 1894 in Sofia; † 12. Dezember 1979 ebenda) war ein bulgarischer Botaniker. Sein botanisches Autorenkürzel lautet „Stef.“.

## Leben
Stefanow war von 1954 bis 1966 als Direktor des Instituts für Forstwirtschaft der Bulgarischen Akademie der Wissenschaften tätig. Er war Kurator am Herbar der Universität in  Sofia.
In seinen wissenschaftlichen Arbeiten befasste er sich mit der Flora Bulgariens. Außerdem widmete er sich Fragestellungen zur historischen und ökologischen Geografie der Pflanzen und zur Systematik, Morphogenese und Physiologie.

## Ehrungen
Er wurde als Held der Sozialistischen Arbeit, dem Orden Georgi Dimitrow und dem Dimitrow-Preis ausgezeichnet.
Nach ihm benannt ist die Pflanzengattung Stefanoffia H.Wolff aus der Familie der Doldenblütler (Apiaceae).

## Werke (Auswahl)
- Fitogeografski elementi v Bŭlgarija, Leipzig 1943
- Über die Ursachen der Variabilität und die Möglichkeiten zur Lenkung der Formbildung, 1965
- Monographie der Gattung Colchicum. 1926[2]
- Mit Nikolai Andreew Stojanow: Flore de la Bulgarie. 1924–1935; 2. Auflage unter dem Titel Flora na Bulgarija 1933; 3. Auflage 1948; 4. Auflage (zusätzlich mit B. Kitanov) unter dem Titel Flora bulgarica, 1966–1967.[2]